# Glasilo Društva hrvatskih sveučilištaraca
Glasilo Društva hrvatskih sveučilištaraca je bio hrvatski iseljenički list.
Izlazili su u Münchenu od 1967.

## Vanjske poveznice i izvori
- Bibliografija Hrvatske revije  Arhivirana inačica izvorne stranice od 20. lipnja 2006. (Wayback Machine) Franjo Hijacint Eterović: Trideset godina hrvatskog iseljeničkog tiska 1945-1975.